# Fußball-Weltmeisterschaft 1962/Schweiz
Dieser Artikel behandelt die Schweizer Fußballnationalmannschaft bei der Fußball-Weltmeisterschaft 1962.

## Qualifikation
| Belgien  | - | Schweiz  | 2:4 | Van Himst 24', Paeschen 83' / Antenen 22' 48' 79', Schneiter 44' |
| Schweiz  | - | Belgien  | 2:1 | Ballaman 8' 16' / Claessen 83'                                   |
| Schweden | - | Schweiz  | 4:0 | Jonsson 8', Börjesson 15' 75', Simonsson 70'                     |
| Schweiz  | - | Schweden | 3:2 | Antenen 8', Wüthrich 68', Eschmann 81' / Simonsson 2', Brodd 79' |

Entscheidungsspiel in Berlin:
| Schweiz | Schweiz | - | Schweden | Schweden | 2:1 | Schneiter 65', Antenen 76' / Brodd 20' |

## Schweizerisches Aufgebot
| Nummer / Name | Nummer / Name     | Damaliger Verein        | Geburtstag | Länderspiele |
| Torhüter      | Torhüter          | Torhüter                | Torhüter   | Torhüter     |
| ------------- | ----------------- | ----------------------- | ---------- | ------------ |
| 1             | Karl Elsener      | Grasshopper Club Zürich | 13.08.1934 |              |
| 2             | Antonio Permunian | FC Luzern               | 15.08.1930 |              |
| 3             | Kurt Stettler     | FC Basel                | 21.08.1932 |              |
| Abwehr        |                   |                         |            |              |
| 4             | Willy Kernen      | FC La Chaux-de-Fonds    | 06.08.1929 |              |
| 5             | Fritz Morf        | FC Grenchen             | 29.01.1928 |              |
| 6             | Peter Rösch       | Servette FC             | 15.09.1930 |              |
| 7             | Heinz Schneiter   | BSC Young Boys          | 12.04.1935 |              |
| 8             | Ely Tacchella     | Lausanne-Sports         | 25.05.1936 |              |
| 9             | André Grobéty     | Lausanne-Sports         | 22.06.1933 |              |
| 10            | Fritz Kehl        | FC Zürich               | 12.07.1937 |              |
| 11            | Eugen Meier       | BSC Young Boys          | 30.04.1930 |              |
| Mittelfeld    |                   |                         |            |              |
| 13            | Hans Weber        | FC Basel                | 08.09.1934 |              |
| 14            | Anton Allemann    | AC Mantova              | 06.01.1936 |              |
| 20            | Roger Vonlanthen  | Lausanne-Sports         | 13.02.1929 |              |
| Angriff       |                   |                         |            |              |
| 12            | Marcel Vonlanden  | Lausanne-Sports         | 08.09.1933 |              |
| 15            | Charles Antenen   | FC La Chaux-de-Fonds    | 03.11.1929 |              |
| 16            | Richard Dürr      | Lausanne-Sports         | 01.12.1938 |              |
| 17            | Norbert Eschmann  | Stade Français          | 19.03.1933 |              |
| 18            | Philippe Pottier  | Stade Français          | 09.07.1938 |              |
| 19            | Gilbert Rey       | Lausanne-Sports         | 30.10.1930 |              |
| 21            | Rolf Wüthrich     | Servette FC             | 04.09.1938 |              |
| 22            | Roberto Frigerio  | FC La Chaux-de-Fonds    | 16.05.1938 |              |
| Trainer       |                   |                         |            |              |
|               | Karl Rappan       |                         | 26.09.1905 |              |

## Spiele der schweizerischen Mannschaft

### Erste Runde
- Chile –  Schweiz 3:1 (1:1)

Stadion: Estadio Nacional de Chile (Santiago de Chile)
Zuschauer: 65.000
Schiedsrichter: Aston (England)
Tore: 0:1 Wüthrich (6.), 1:1 Sánchez (44.), 2:1 Sánchez (51.), 3:1 Ramírez (55.)
- Deutschland –  Schweiz 2:1 (1:0)

Stadion: Estadio Nacional de Chile (Santiago de Chile)
Zuschauer: 64.922
Schiedsrichter: Horn (Niederlande)
Tore: 1:0 Brülls (45.), 2:0 Seeler (59.), 2:1 Schneiter (73.)
- Italien –  Schweiz 3:0 (1:0)

Stadion: Estadio Nacional de Chile (Santiago de Chile)
Zuschauer: 59.828
Schiedsrichter: Davidson (Schottland)
Tore: 1:0 Mora (1.), 2:0 Bulgarelli (65.), 3:0 Bulgarelli (67.)